# Stopplaats Zijdelweg
Stopplaats Zijdelweg (telegrafische code: zij) is een voormalige stopplaats aan de Nederlandse spoorlijnen Bovenkerk - Uithoorn en Aalsmeer - Nieuwersluis-Loenen, destijds beide aangelegd en geëxploiteerd door de Hollandsche Electrische-Spoorweg-Maatschappij (HESM) als onderdeel van de Haarlemmermeerspoorlijnen. De stopplaats lag ten noordwesten van Uithoorn ter hoogte van de kruisende weg die tegenwoordig nog steeds de naam Zijdelweg draagt. Aan de spoorlijn werd de stopplaats voorafgegaan door stopplaats Kanaalweg en gevolgd door station Uithoorn. Stopplaats Zijdelweg werd geopend op 10 mei 1917 en op 1 juni 1922 gesloten voor reizigersvervoer. Het werd nog wel een tijd gebruikt voor goederenvervoer. Bij de stopplaats was een wachterswoning aanwezig met het nummer 44.